# Aymane Dairani
Aymane Dairani (en arabe : أيمن ديراني), né le 1er janvier 1996 à Casablanca, est un footballeur marocain qui joue au poste de défenseur au Wydad AC.

## Biographie
Aymane Dairani fait ses débuts professionnels le 9 novembre 2019 avec le TAS de Casablanca dans le cadre d'un match de Coupe du Maroc contre le DH El Jadida (victoire, 0-1). Lors de cette saison, il évolue en D2 marocaine, et remporte la Coupe du Maroc après une finale contre le HUS d'Agadir.
Le 1er novembre 2020, il est prêté pendant quelques mois au SCC Mohammédia, mais ne dispute aucune minute de jeu en Botola Pro.
Le 1er août 2022, il signe pour trois saisons à l'US Touarga (club promu en Botola Pro), faisant ses débuts avec le club à l'occasion d'un match de championnat contre le DH El Jadida sous la houlette de Tarik Sektioui (défaite, 1-0). Le 28 décembre, il inscrit son premier but professionnel contre le JS Soualem grâce à une passe décisive d'Achraf Hermach (victoire, 2-1).

## Palmarès

### En club
TAS de Casablanca
- Coupe du Maroc :
  - Vainqueur : 2019.